# Alapaha Blue Blood Bulldog
Alapaha Blue Blood Bulldog — ou em português Buldogue Alapaha de sangue azul, — é uma rara raça de cães de presa originária do sul de Geórgia, Estados Unidos. Leva o nome do rio Alapaha, que fica na mesma região onde foi desenvolvido.

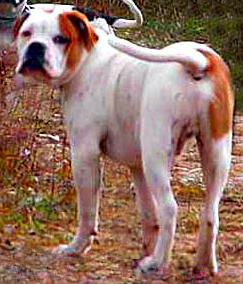
Dois cães da raça Alapaha Blue Blood Bulldog

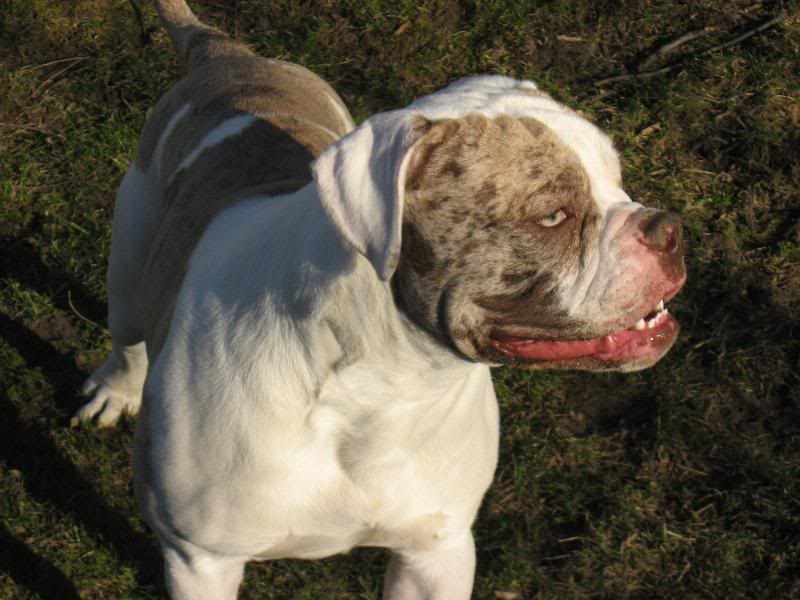
Cão Alapaha blue blood bulldog

## Descrição

### Aparência
Esta raça mostra que é um tipo de bulldog não-exagerada e natural, embora seja uma raça forte, bem desenvolvida e musculosa. As descrições do seu tamanho varia muito, os machos tem mais ou menos 32 a 41 kg e 56 a 63,5 cm de altura até a cernelha, as fêmeas são menores tendo 27 a 32 kg e 51 cm a 58 cm. As cores da pelagem dos Alapaha são variadas, geralmente são branca ou tons diferentes de preto, cinza, vermelho, azulado, castanho branco, tigrado, baio, castanho ou mogno, sempre aparadas com manchas brancas, alguns cães têm a pelagem malhada. São mais visto nas cores variadas do merle, como: azul-merle, vermelho-merle, bem como fulvo ou chocolate-merle. A cor dos olhos pode variar do castanho ao azul, alguns cães têm olhos de duas cores diferentes

### Temperamento
O Alapaha é um cão treinável, obediente e responsável, com recursos impressionantes, sendo um guardião da família e da propriedade. É protetor, e amoroso ao lar e é conhecido por terem um forte instinto de proteção, o Alapaha precisa ser socializado desde filhote.

## Saúde
Esta raça é suscetível à entropia, uma inversão das pálpebras, e inflamação do canal lacrimal.

## História
A origem dos Alapaha data em 1800, desenvolvido na região do rio de Alapaha no sul da Geórgia pelo PaPa Buck Lane, a raça foi inicialmente utilizado como cão de guarda da plantação e gado leiteiro. Assim como o bulldog americano, o Alapaha é um descendente do Bulldog original que foi importado para os EUA da Inglaterra em 1700. A raça foi reconhecida em 1986 pelo American Research Foundation (Fundação Americana de Pesquisas), na categoria de cão de trabalho. De 1986 até 2001, essa fundação tem reconhecido como pedigree pouco menos de 700 Alapahas.